# Urs Martin
Pour les articles homonymes, voir Martin.
Urs Martin, né le 6 février 1979, est une personnalité politique suisse membre de l'Union démocratique du centre. 

## Biographie
Depuis 2020, il est conseiller d'État du canton de Thurgovie.